# Liparis grebnitzkii
Liparis grebnitzkii är en fiskart som först beskrevs av Schmidt, 1904.  Liparis grebnitzkii ingår i släktet Liparis och familjen Liparidae. Inga underarter finns listade i Catalogue of Life.